# 629
Раннє Середньовіччя. Триває чума Юстиніана. У Східній Римській імперії продовжується правління Іраклія. Частина території Італії належить Візантії, на решті лежить Лангобардське королівство. Франкське королівство об'єдналося під правлінням Дагоберта I. Іберію займає Вестготське королівство. В Англії триває період гептархії. Авари та слов'яни утвердилися на Балканах. Центр Аварського каганату лежить у Паннонії. У Моравії утворилася перша слов'янська держава Само.
У Китаї триває правління династії Тан. Індія роздроблена. В Японії триває період Ямато. У Персії править династія Сассанідів. Степову зону Азії та Східної Європи контролює Тюркський каганат, розділений на Східний та Західний. Розпочалося становлення ісламу.
На території лісостепової України в VII столітті виділяють пеньківську й празьку археологічні культури. У VII столітті продовжилося швидке розселення слов'ян. У Північному Причорномор'ї співіснують різні кочові племена, зокрема кутригури, утигури, сармати, булгари, алани, авари, тюрки.

## Події
- Візантія повернула собі захоплений раніше персами Єрусалим. Животворний Хрест повернувся на своє місце.
- Іраклій вперше іменував себе василевсом, а не імператором цезарем августом.
- У Персії, що зазнала поразки у війні, розпочалася громадянська війна.
- Китай, під правлінням династії Тан, почав військову кампанію проти Тюркського каганату.
- Королем Франкського королівства став Дагоберт I.
- Магомет, домовившись із владою Мекки про можливість паломництва до Кааби, здійснив його, торкнувся чорного каменя й зробив семиразовий обхід.
- Відбулася перша сутичка між візантійськими військами й мусульманами, в якій перемогу здобули візантійці.